# UFC Fight Night: Lewis vs. Spivak
UFC Fight Night: Lewis vs. Spivak（ユーエフシー￼・ファイトナイト：ルイス・バーサス・スピバック、別名UFC Fight Night 218、UFC on ESPN+ 76）は、アメリカ合衆国の総合格闘技団体「UFC」の大会の一つ。2023年2月4日、ネバダ州ラスベガスのUFC APEXで開催された。

## 大会概要
本大会はデリック・ルイスとセルゲイ・スピバックのヘビー級戦が組まれた他、Road to UFC各階級のトーナメント決勝戦が行われた 。

## 試合結果

### プレリミナリーカード
第1試合 フライ級 5分3R
○  平良達郎 vs.  ヘスス・アギラー ×
1R 4:20 腕ひしぎ三角固め
第2試合 ミドル級 5分3R
○  パク・ジョンヨン vs.  デニス・トゥルーリン ×
1R 4:05 リアネイキドチョーク
第3試合 Road to UFCフライ級トーナメント決勝 5分3R
○  パク・ヒョンソン vs.  チェ・ソングク ×
3R 3:11 リアネイキドチョーク
※ヒョンソンがトーナメント優勝。
第4試合 Road to UFCバンタム級トーナメント決勝 5分3R
○  中村倫也 vs.  風間敏臣 ×
1R 0:33 KO（左ストレート）
※中村がトーナメント優勝。
第5試合 Road to UFCフェザー級トーナメント決勝 5分3R
○  リー・ジョンヨン vs.  イー・ジャー ×
3R終了 判定2-1（27-30、29-28、29-28）
※ジョンヨンがトーナメント優勝。
第6試合 Road to UFCライト級トーナメント決勝 5分3R
○  アンシュル・ジュブリ vs.  ジェカ・サラギ ×
2R 3:44 TKO（パウンド）
※ジュブリがトーナメント優勝。

### メインカード
第7試合 ウェルター級 5分3R
○  アダム・フューギット vs.  木下憂朔 ×
1R 4:36 TKO（グラウンドの肘打ち連打）
第8試合 フェザー級 5分3R
△  チェ・ドゥホ vs.  カイル・ネルソン △
3R終了 判定1-0（29-27、28-28、28-28）
第9試合 ヘビー級 5分3R
○  マルチン・ティブラ vs.  ブラゴイ・イワノフ ×
3R終了 判定3-0（30-27、29-28、29-28）
第10試合 ライトヘビー級 5分3R
○  デビン・クラーク vs.  チョン・ダウン ×
3R終了 判定3-0（30-27、30-27、30-27）
第11試合 ヘビー級 5分5R
○  セルゲイ・スピバック vs.  デリック・ルイス ×
1R 3:05 肩固め

### 各賞
ファイト・オブ・ザ・ナイト：該当無し
パフォーマンス・オブ・ザ・ナイト：セルゲイ・スピバック、アンシュル・ジュブリ、中村倫也、平良達郎
各選手にはボーナスとして5万ドルが授与された。

### カード変更
負傷などによるカードの変更は以下の通り。